# Teslić
Teslić je općina u Bosni i Hercegovini. Grad je smješten na rijeci Usora.

## Zemljopis
Cijelo područje općine Teslić omeđeno je planinskim visovima Čavka, Uzlomac, Borje, Vučje Planina, Vlašić, Mahnjača i Crni Vrh, a plodna Usorska kotlina u reljefu predstavlja ostatak prostranog zaljeva prapovijesnog Panonskog mora.
Pećina Rastuša nalazi se na području općine.

## Stanovništvo
Po posljednjem službenom popisu stanovništva iz 1991. godine, općina Teslić imala je 59.854 stanovnika, raspoređenih u 44 naselja.
| Stanovništvo općine Teslić |                  |                  |                  |
| godina popisa              | 1991.            | 1981.            | 1971.            |
| Srbi                       | 32.962 (55,07 %) | 35.024 (57,95 %) | 32.756 (62,14 %) |
| Muslimani                  | 12.802 (21,38 %) | 11.148 (18,44 %) | 10.000 (18,97 %) |
| Hrvati                     | 9525 (15,91 %)   | 10.744 (17,77 %) | 9467 (17,95 %)   |
| Jugoslaveni                | 3465 (5,78 %)    | 3008 (4,97 %)    | 108 (0,20 %)     |
| ostali i nepoznato         | 1100 (1,83 %)    | 510 (0,84 %)     | 382 (0,72 %)     |
| ukupno                     | 59.854           | 60.434           | 52.713           |

#### Teslić (naseljeno mjesto), nacionalni sastav
| Teslić             |                |                |                |
| godina popisa      | 1991.          | 1981.          | 1971.          |
| Srbi               | 3571 (41,25 %) | 2465 (37,01 %) | 1951 (40,02 %) |
| Muslimani          | 1889 (21,82 %) | 1568 (23,54 %) | 1595 (32,72 %) |
| Hrvati             | 766 (8,85 %)   | 954 (14,32 %)  | 1103 (22,63 %) |
| Jugoslaveni        | 1987 (22,95 %) | 1557 (23,37 %) | 69 (1,41 %)    |
| ostali i nepoznato | 442 (5,10 %)   | 116 (1,74 %)   | 156 (3,20 %)   |
| ukupno             | 8655           | 6660           | 4874           |

## Naseljena mjesta
Banja Vrućica, 
Bardaci, 
Barići, 
Bijelo Bučje, 
Blatnica (dio), 
Brić, 
Buletić, 
Čečava, 
Donji Očauš, 
Donji Ranković, 
Donji Ružević, 
Dubrave, 
Đulići, 
Gomjenica, 
Gornja Radnja, 
Gornja Vrućica, 
Gornje Liplje, 
Gornji Očauš, 
Gornji Ranković, 
Gornji Ružević, 
Gornji Teslić, 
Jasenova, 
Jezera, 
Kamenica, 
Komušina Donja, 
Komušina Gornja, 
Kuzmani, 
Mladikovine, 
Osivica, 
Parlozi, 
Pribinić, 
Radešići, 
Rajševa, Rastuša, 
Rudo Polje, 
Slatina, 
Stenjak, 
Studenci, 
Šnjegotina Gornja, 
Teslić, 
Ugodnovići, 
Ukrinica, 
Vlajići,
Vrela (dio) i  
Žarkovina.
Poslije potpisivanja Daytonskog sporazuma općina Teslić, gotovo u cjelini, ušla je u sastav Republike Srpske. U sastav Federacije Bosne i Hercegovine ušli su dijelovi naseljenih mjesta: Blatnica i Jezera.

## Gospodarstvo
U Kraljevini Jugoslaviji djelovalo dioničko poduzeće Destilacija drveta, u suvlasništvu Prve hrvatske štedionice iz Zagreba.

## Poznate osobe
- Drago Ćosić
- Jurica Pranjić
- Avdo Ferizbegović
- Muhamed Bajraktarević[2]
- Željka Cvijanović

## Spomenici i znamenitosti
Prije 4 godine završena je obnova katoličke crkve u središtu Teslića. U isto je vrijeme započela i gradnja nove srpske pravoslavne crkve na trgu, u kojoj se još trebaju završiti freske. 

## Obrazovanje
Srednje škole:
- JU Srednja škola "Nikola Tesla" Teslić

- JU Srednjoškolski centar "Jovan Dučić" Teslić

Osnovne škole:
- JU Osnovna škola "Vuk Karadžić" Teslić

- JU Osnovna škola "Petar Petrović Njegoš" Teslić

- JU Osnovna škola "Jevrem Stanković" Čečava

- JU Osnovna škola "Danko Mitrov" Pribinić

## Šport
- FK Proleter Teslić

## Vanjske poveznice
- Službena stranica Općine Teslić
- Teslić Online